# Jugoslaviska riksförbundet
Jugoslaviska riksförbundet var ett svenskt riksförbund som via lokala föreningar samlade jugoslaver i Sverige. Förbundet fanns mellan 1970 och 1992.
Förbundet samlade från starten föreningar som representerande cirka 1 000 medlemmar och hade som mest 17 000 indirekt anslutna. Förutom lokala föreningar fanns också tidvis också distriktsorganisationer och samordningskommittéer.
Jugoslaviska riksförbundet delades efter Jugoslaviens upplösning upp i Allserbiskjugoslaviska riksförbundet. och Serbiska riksförbundet.